# Michael Bennett (Radsportler)
Michael „Mick“ Bennett (* 8. Juni 1949 in Birmingham) ist ein ehemaliger britischer Radrennfahrer, der im Bahnradsport zwei olympische Bronzemedaillen gewann.

## Werdegang
Michael Bennett gewann bei den Olympischen Sommerspielen 1972 mit Ian Hallam, Ronald Keeble und William Moore  in der Mannschaftsverfolgung sowie 1976 mit Ian Banbury, Robin Croker und Ian Hallam ebenfalls in der Mannschaftsverfolgung die Bronzemedaille.
Bennett wurde in den Jahren 1971 und 1972 britischer Meister im 1000-Meter-Zeitfahren und 1977 im Sprint. 1974 gewann er die Goldmedaille bei den Commonwealth Games in der Mannschaftsverfolgung. 1972 gewann Bennett mit der Golden Wheel Trophy in London einen der traditionsreichsten internationalen Bahnradsportwettbewerbe in Großbritannien. 1973 gewann er den traditionsreichen Muratti Gold Cup auf der Radrennbahn von Manchester.

## Auszeichnungen
Im Rahmen der Auszeichnung zum Sportler des Jahres 1973 wurde der britischen Bahnvierer mit Bennett und seinen Teamkollegen Richard Evans, Ian Hallam und William Moore und dessen Trainer Norman Sheil  für ihr faires Verhalten bei der Bahn-Weltmeisterschaft 1973 als Ehrengäste gesondert ausgezeichnet.